# 브라질리아 대성당

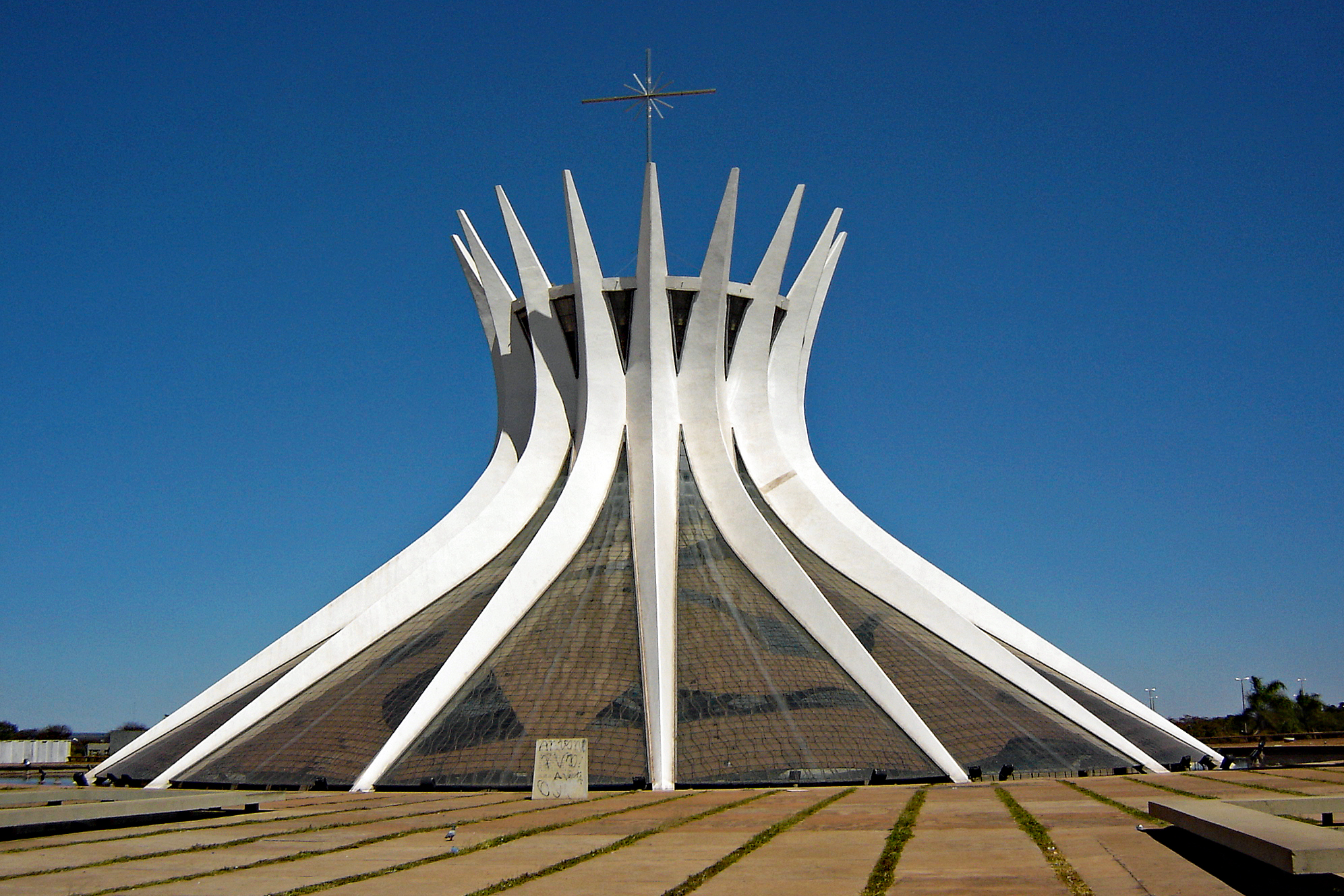

브라질리아 대성당(브라질 포르투갈어: Catedral Metropolitana de Brasília)은 브라질 브라질리아에 있는 로마 가톨릭교회 성당으로, 현재 브라질리아 대교구의 대성당이다. 오스카르 니에메예르가 설계하였으며, 1970년 5월 31일 완공되어 축성되었다. 대성당은 각 무게가 90톤 가까이 나가는 16개의 콘크리트 기둥이 쌍곡면 구조를 이루는 형태를 하고 있다.